# Hyperprosopon anale
Hyperprosopon anale is een straalvinnige vissensoort uit de familie van brandingbaarzen (Embiotocidae). De wetenschappelijke naam van de soort is voor het eerst geldig gepubliceerd in 1861 door Agassiz.